# Браун, Джим (футболист)
Джеймс (Джим) Бра́ун (англ. James "Jim" Brown; 31 декабря 1908, Килмарнок, Шотландия — 9 ноября 1994, Беркли-Хайтс, Нью-Джерси, США) — американский футболист, нападающий, участник первого чемпионата мира в составе сборной США. Включён в Зал американской футбольной славы.

## Биография
Джим Браун родился в Килмарноке, но детство провёл в Труне, вместе с младшими братьями, Джоном и Томом, которые впоследствии, как и Джим, стали футболистами и играли в лигах Англии и Шотландии. Его отец оставил семью и переехал в США. В возрасте 13 лет Джим Браун стал обучаться профессии клепальщика, а ближе к двадцати годам отправился в США на поиски отца, обосновался в Уэстерфилде, Нью-Джерси и стал работать клепальщиком на заводе.

## Спортивная карьера

### Клубная
Приехав в США, Джим стал играть за местную любительскую футбольную команду «Байонна Рейнджерс». В 1928 году он подписал контракт с «Ньюарк Скитерс» из Американской футбольной лиги. Однако в сентябре того же года клуб вылетел из лиги (Браун успел сыграть за команду всего 7 матчей) и был вынужден играть в Восточной лиге, образованной «Ньюарк Скитерс» совместно с несколькими другими командами. В конце сезона Браун вернулся в Американскую футбольную лигу и подписал контракт с «Нью-Йорк Нэшнелз».
В следующем своём клубе, «Нью-Йорк Джайантс», Джим выступал уже в статусе профессионального футболиста. Именно будучи игроком «Нью-Йорк Джайантс», Джим Браун отправился на чемпионат мира в Уругвай. По возвращении с турнира, он продолжил играть в команде, однако уже сменившей название на «Нью-Йорк Соккер Клаб». Весной 1931 года Джим перешёл в «Бруклин Уондерерс». Осенью того же года новым клубом Брауна стал «Ньюарк Американс». Американская футбольная лига была в то время на грани распада, поэтому Джим принял решение в 1932 году вернуться в Шотландию.
После удачной карьеры в Джима Америке, сразу несколько клубов Англии и Шотландии проявили к нему интерес. Браун стал игроком «Манчестер Юнайтед» и отыграл в команде три сезона, забив за 40 игр 17 голов, что явилось вторым результатом в команде. После «Манчестер Юнайтед» Джим оказался в «Брентфорде», а позже был продан в «Тоттенхэм Хотспур». За два сезона в «Тоттенхэме» Браун лишь четырежды появился на поле в составе основной команды, всё остальное время он выступал за дублирующий состав. В 1937 году Браун перешёл в полупрофессиональный клуб «Гилфорд Сити», а позже доигрывал в «Клайде», но череда травм вынудила его завершить карьеру.

### В сборной
В 1930 году Джим Браун был вызван в сборную США и начал подготовку к участию в чемпионате мира. Играть за сборную ему позволяло гражданство отца (сам он к тому времени его ещё не получил). На чемпионате Браун неизменно выходил в линии нападения во всех трёх матчах американской сборной, в полуфинале против Аргентины отметился забитым голом. После завершения чемпионата сборная США провела несколько товарищеских игр, в том числе против сборной Бразилии в Рио-де-Жанейро в августе того же года. Эта встреча стала последней игрой за сборную, в которой Джим Браун принял участие.
| Матчи и голы Джима Брауна за сборную США | Матчи и голы Джима Брауна за сборную США | Матчи и голы Джима Брауна за сборную США | Матчи и голы Джима Брауна за сборную США | Матчи и голы Джима Брауна за сборную США | Матчи и голы Джима Брауна за сборную США | Матчи и голы Джима Брауна за сборную США |
| ---------------------------------------- | ---------------------------------------- | ---------------------------------------- | ---------------------------------------- | ---------------------------------------- | ---------------------------------------- | ---------------------------------------- |
| №                                        | Дата                                     | Место проведения                         | Соперник                                 | Счёт                                     | Голы                                     | Турнир                                   |
| 1                                        | 13 июля 1930                             | Монтевидео, Уругвай                      | Бельгия                                  | 3:0                                      | -                                        | Чемпионат мира 1930                      |
| 2                                        | 17 июля 1930                             | Монтевидео, Уругвай                      | Парагвай                                 | 3:0                                      | -                                        | Чемпионат мира 1930                      |
| 3                                        | 26 июля 1930                             | Монтевидео, Уругвай                      | Аргентина                                | 1:6                                      | 1                                        | Чемпионат мира 1930                      |
| 4                                        | 17 августа 1930                          | Рио-де-Жанейро, Бразилия                 | Бразилия                                 | 3:4                                      | -                                        | Товарищеский матч                        |

Итого: 4 матча / 1 гол; 2 победы, 0 ничьих, 2 поражения.

### Тренерская
В 1948 году Браун вернулся в США, где стал тренером футбольной команды Гринвичского Университета штата Коннектикут. Два года спустя его усилиями, совместно с другими инициаторами, была организована любительская лига штата Коннектикут, в которую вошёл и его новый клуб «Гринпорт Юнайтед». Когда его сын Джордж стал играть за «Гринпорт», Джим два сезона был в клубе играющим тренером. После этого он в течение 22 лет тренировал команду школы Брунсвик, а в период с 1956 по 1958 гг. ещё и «Элизабет Фэлконс» из Американской футбольной лиги.